# Mariusz Kolczyński
Mariusz Kolczyński – polski politolog, dr hab. nauk humanistycznych, profesor nadzwyczajny Instytutu Dziennikarstwa i Komunikacji Medialnej Wydziału Nauk Społecznych Uniwersytetu Śląskiego, Górnośląskiej Wyższej Szkoły Handlowej im. Wojciecha Korfantego w Katowicach i Wyższej Szkoły Pedagogicznej Towarzystwa Wiedzy Powszechnej Wydziału Nauk Społecznych i Pedagogicznych w Katowicach.

## Życiorys
30 maja 1995  obronił pracę doktorską Film fabularny jako środek przekazu propagandy politycznej, 1 lipca 2008 habilitował się na podstawie pracy zatytułowanej Strategie komunikowania politycznego. Otrzymał nominację profesorską. Objął funkcję profesora nadzwyczajnego Instytutu Dziennikarstwa i Komunikacji Medialnej Wydziału Nauk Społecznych Uniwersytetu Śląskiego, Górnośląskiej Wyższej Szkoły Handlowej im. Wojciecha Korfantego w Katowicach i Wyższej Szkoły Pedagogicznej Towarzystwa Wiedzy Powszechnej Wydziału Nauk Społecznych i Pedagogicznych w Katowicach.
Piastuje stanowisko dyrektora w Instytucie Dziennikarstwa i Komunikacji Medialnej na Wydziale Nauk Społecznych Uniwersytetu Śląskiego, wiceprezesa Polskiego Towarzystwa Nauk Politycznych i członka Komitetu Nauk Politycznych na I Wydziale Nauk Humanistycznych i Społecznych Polskiej Akademii Nauk.